# ابراهیما سوانه
ابراهیما سوانه (انگلیسی: Ebrahima Sawaneh؛ زادهٔ ۷ سپتامبر ۱۹۸۶) بازیکن فوتبال اهل آلمان است.
از باشگاه‌هایی که در آن بازی کرده‌است می‌توان به باشگاه ورزشی المعیذر، باشگاه فوتبال کورتریک، باشگاه فوتبال اود-هورلی لوون، باشگاه فوتبال مشلان، و باشگاه فوتبال لخ پوزنان اشاره کرد.
وی همچنین در تیم ملی فوتبال گامبیا بازی کرده‌است.

## یادکرد ویکی‌پدیا
- مشارکت‌کنندگان ویکی‌پدیا. «Ebrahima Sawaneh». در دانشنامهٔ ویکی‌پدیای انگلیسی، بازبینی‌شده در ۱۳ آوریل ۲۰۲۲.